# Ciusbet
Ciusbet Hardware BenchMark, creado por Ciusbet en 2003, es un importante benchmark para analizar la mayor parte de los componentes de un ordenador. Ha sido diseñado consultando con especialistas en hardware y overclockers, para garantizar que el análisis sea fiable y, sobre todo, útil. Es un desarrollo freeware, y está considerado uno de los aplicativos de benchmarking más útiles de ese sector. Es también uno de los primeros benchmarks creados por un programador español.

## Características generales
Este software gratuito cuenta con un gran abanico de pruebas, unidad central de proceso (CPU) y caché, disco duro, tarjeta gráfica, memoria, y diversas pruebas aisladas para chequear el funcionamiento de distintos componentes. El benchmark se actualiza con las nuevas versiones, gracias a un actualizador automático. Así, el usuario se asegura de que analiza su equipo aprovechando las tecnologías más recientes. El programa fue desarrollado y probado con la colaboración de la página de Coyotes Hardware que se ha convertido en la página oficial del benchmark. En los laboratorios del desaparecido Coyotes Hardware se probaron las primeras versiones del software. Actualmente la nueva versión está congelada por falta de recursos.